# Olena Kunytska
Olena Kunytska, död 1684, var en hetmana av Ukraina som gift med Stefan Kunicki, Ukrainas hetman 1683-1684.   Hon agerade rådgivare till sin make och blev under en berömd incident kidnappad av en av hans politiska rivaler.